# Cheiracanthium russellsmithi
Cheiracanthium russellsmithi là một loài nhện trong họ Miturgidae.
Loài này thuộc chi Cheiracanthium. Cheiracanthium russellsmithi được miêu tả năm 2007 bởi Lotz.